# Copa FIFA Confederaciones 2017
La Copa FIFA Confederaciones 2017 fue la décima y última edición de este torneo internacional que enfrentó a los campeones de las seis confederaciones que integran la FIFA, así como al campeón del mundo y al país sede de la próxima Copa del Mundo. Se llevó a cabo en Rusia, organizadora de la Copa Mundial de Fútbol de 2018, entre el 17 de junio y el 2 de julio de 2017.
Los partidos se jugaron en cuatro estadios diferentes en cuatro ciudades: San Petersburgo, Moscú, Kazán y Sochi. Por primera vez hubo tres selecciones de una misma confederación (en este caso la europea: Rusia, Alemania y Portugal; fueron el local, el campeón del mundo y el campeón de Europa, respectivamente). Por otro lado, no hubo ninguna selección que representara geográficamente a Asia, pues su campeón fue Australia, participando así dos selecciones de países localizados geográficamente en Oceanía. Además, Brasil no participó en esta competición tras no haber logrado ningún derecho de representación, lo que terminó con su racha de tres campeonatos consecutivos y su asistencia ininterrumpida desde 1997 (siete ediciones).
La final se jugó el 2 de julio en el Estadio Krestovski, en San Petersburgo, donde fue campeón Alemania al ganarle a Chile por 1 a 0, logrando así su primer y único título en esta competición.

## Organización

### Sedes
Cuatro ciudades fueron aprobadas como ciudades anfitrionas.
| Estadio Krestovski | Kazán Arena       |
| Capacidad: 68 134  | Capacidad: 45 379 |
|                    |                   |
| Moscú              | Sochi             |
| Otkrytie Arena     | Estadio Fisht     |
| Capacidad: 45 360  | Capacidad: 48 000 |
|                    |                   |

### Calendario
El 24 de julio de 2015, la comisión organizadora del torneo anunció el calendario de partidos de la competencia.
| Fase                      | Fechas                |
| ------------------------- | --------------------- |
| Fase de grupos            | Del 17 al 25 de junio |
| Semifinales               | 28 y 29 de junio      |
| Partido por el 3.er lugar | 2 de julio            |
| Final                     | 2 de julio            |

### Árbitros
| Confederación | Árbitro          | Asistentes                             | Árbitro de apoyo   | Árbitro asistente de video                      |
| ------------- | ---------------- | -------------------------------------- | ------------------ | ----------------------------------------------- |
| AFC           | Alireza Faghani  | Reza Sokhandan Mohammadreza Mansouri   | —                  | Ravshan Irmatov                                 |
| AFC           | Fahad Al-Mirdasi | Abdullah Al Shalwai Mohammed Al Abakry | —                  | Ravshan Irmatov                                 |
| OFC           | —                | —                                      | Abdelkader Zitouni | —                                               |
| CAF           | Bakary Gassama   | Jean-Claude Birumushahu Marwa Range    | —                  | Malang Diedhiou                                 |
| Concacaf      | Mark Geiger      | Joe Fletcher Charles Morgante          | —                  | Jair Marrufo                                    |
| Conmebol      | Néstor Pitana    | Hernán Maidana Juan Pablo Belatti      | —                  | Sandro Ricci Enrique Cáceres                    |
| Conmebol      | Wilmar Roldán    | Alexander Guzmán Cristian de La Cruz   | —                  | Sandro Ricci Enrique Cáceres                    |
| UEFA          | Milorad Mažić    | Milovan Ristić Dalibor Djurdjević      | —                  | Ovidiu Haţegan Artur Soares Dias Clément Turpin |
| UEFA          | Damir Skomina    | Jure Praprotnik Robert Vukan           | —                  | Ovidiu Haţegan Artur Soares Dias Clément Turpin |
| UEFA          | Gianluca Rocchi  | Elenito Di Liberatore Mauro Tonolini   | —                  | Ovidiu Haţegan Artur Soares Dias Clément Turpin |

### Premios económicos
Por participar en la competencia, los equipos aseguraron un premio de 2 000 000 USD. A los cuatro equipos que avanzaron a la siguiente ronda se les otorga una suma mayor según su posición final en el torneo: el elenco que se quede con el cuarto lugar del campeonato, se lleva el monto de 3 000 000 USD. El tercer puesto recibe 3 500 000 USD; el subcampeón, 4 500 000 USD; y el campeón, 5 000 000 USD.

## Equipos participantes

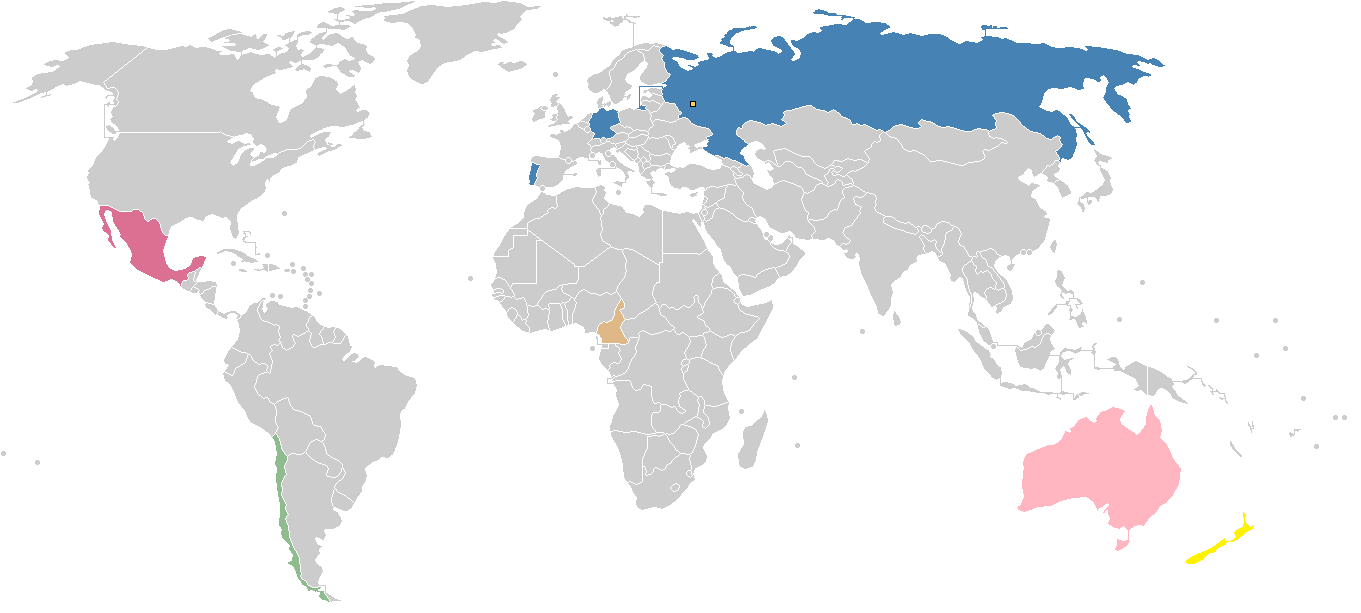
Equipos participantes de la Copa FIFA Confederaciones 2017.

Los ocho participantes de este torneo fueron oficialmente invitados por la FIFA. Estos corresponden a los anfitriones, los actuales campeones de la Copa del Mundo y los seis titulares de los campeonatos de las confederaciones de la FIFA.

En cursiva, los equipos debutantes en la copa.
| Confederación                                   | Selección     | Vía de clasificación                              |
| ----------------------------------------------- | ------------- | ------------------------------------------------- |
| Anfitrión                                       | Rusia         | Organizador de la Copa Mundial de Fútbol de 2018  |
| FIFA                                            | Alemania      | Campeón de la Copa Mundial de Fútbol de 2014      |
| Conmebol (América del Sur)                      | Chile         | Campeón de la Copa América 2015                   |
| UEFA (Europa)                                   | Portugal      | Campeón de la Eurocopa 2016                       |
| Concacaf (Norteamérica, Centroamérica y Caribe) | México        | Campeón de la Copa Concacaf 2015                  |
| AFC (Asia)                                      | Australia     | Campeón de la Copa Asiática 2015                  |
| CAF (África)                                    | Camerún       | Campeón de la Copa Africana de Naciones 2017      |
| OFC (Oceanía)                                   | Nueva Zelanda | Campeón de la Copa de las Naciones de la OFC 2016 |

### Sorteo
El sorteo de esta edición de la Copa Confederaciones se celebró en la Academia de Tenis de Kazán el sábado 26 de noviembre de 2016.
Para el sorteo, los ocho equipos fueron distribuidos en dos bombos. El Bombo 1 contenía a Rusia y a los tres mejores seleccionados posicionados en la edición de noviembre de 2016 de la Clasificación mundial de la FIFA (mostrados entre paréntesis): Alemania, Chile y Portugal. El Bombo 2 contenía a los restantes cuatro equipos: México, Australia, Nueva Zelanda y el ganador de la Copa Africana de Naciones 2017, cuya identidad era desconocida al momento del sorteo (independientemente de su identidad, no puede figurar entre los cuatro equipos participantes mejor clasificados).
Los ocho equipos fueron sorteados en dos grupos de cuatro, de modo tal que cada zona contenía  dos selecciones del Bombo 1 y dos del Bombo 2. Durante el procedimiento, los equipos fueron alternadamente sorteados (Grupo A, Grupo B, repetición) y su posición fue asignada según el grupo por sorteo con otra bolilla. Como anfitrión, Rusia fue automáticamente asignada a la posición A1 en el sorteo. Ya que hay tres equipos de Europa, uno de los dos grupos seguramente contendrá dos equipos de la misma confederación, la primera vez que esto ocurrirá en una Copa FIFA Confederaciones.
| Bombo 1                                                             | Bombo 2                                                     |
| ------------------------------------------------------------------- | ----------------------------------------------------------- |
| Rusia (55, asignado al Grupo A) Alemania (3) Chile (4) Portugal (8) | México (17) Australia (48) Camerún (52) Nueva Zelanda (110) |

## Balón oficial
El balón oficial de la competencia es el Adidas Krasava. Krasava es un término ruso utilizado coloquialmente por los aficionados para expresar admiración hacia un jugador que realiza una jugada espectacular. El balón diseñado por Adidas presenta un llamativo motivo en rojo con líneas dentadas que lo atraviesan, concebido para representar el diseño de un rubí ruso. La estructura del balón incorpora una forma de los paneles que, según sus promotores, es innovadora, ofrece una estructura de la cubierta de primera calidad, un mejor agarre y una gran visibilidad en el aire.

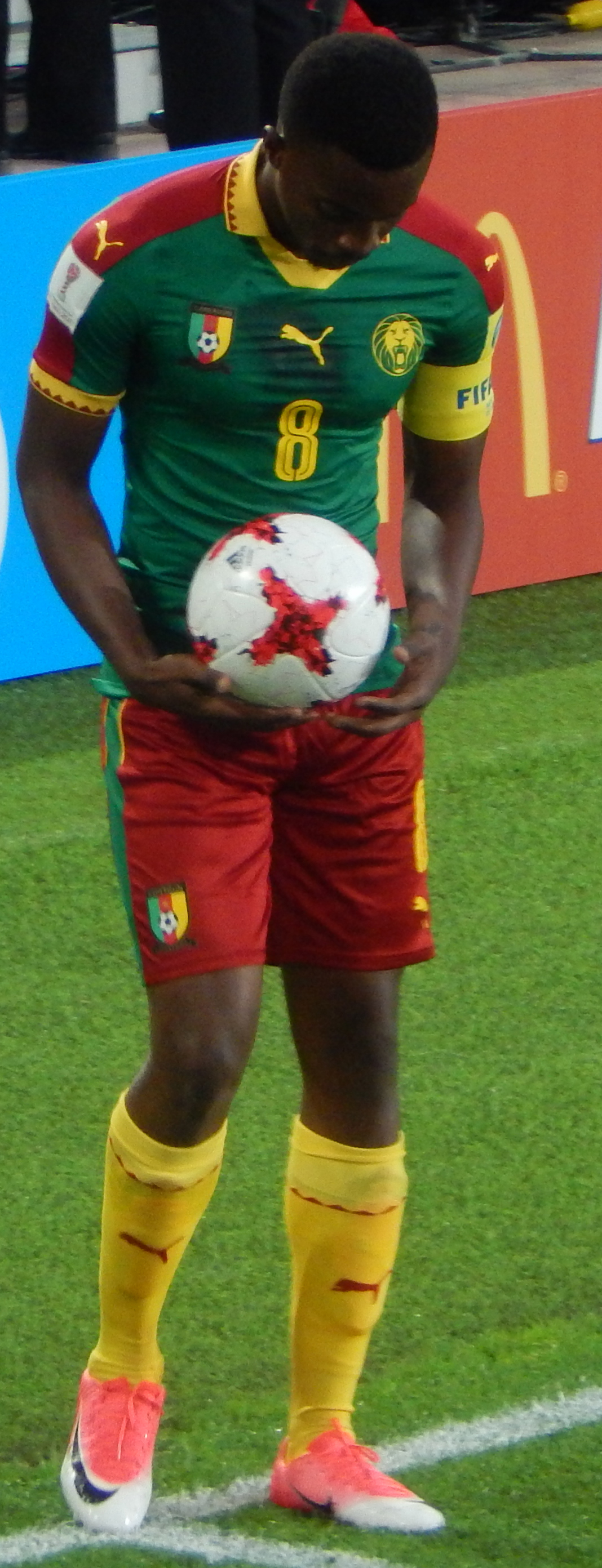
El camerunés Benjamin Moukandjo con el balón oficial.

## Resultados
Los horarios corresponden a la hora local (UTC+3)
Clasificaron para las semifinales los dos primeros de cada grupo. En caso de empate de puntos, se tomaba en cuenta la diferencia de goles.

### Grupo A
| Selección     | Pts. | PJ | PG | PE | PP | GF | GC | Dif |
| ------------- | ---- | -- | -- | -- | -- | -- | -- | --- |
| Portugal      | 7    | 3  | 2  | 1  | 0  | 7  | 2  | 5   |
| México        | 7    | 3  | 2  | 1  | 0  | 6  | 4  | 2   |
| Rusia         | 3    | 3  | 1  | 0  | 2  | 3  | 3  | 0   |
| Nueva Zelanda | 0    | 3  | 0  | 0  | 3  | 1  | 8  | -7  |

| 17 de junio de 2017, 18:00 | Rusia                          | 2:0 (1:0) | Nueva Zelanda | Estadio Krestovski, San Petersburgo                       |                                                           |
|                            | Boxall 31' (a.g.) · Smólov 69' | Reporte   |               | Asistencia: 50 251 espectadores Árbitro(s): Wilmar Roldán | Asistencia: 50 251 espectadores Árbitro(s): Wilmar Roldán |

| 18 de junio de 2017, 18:00                                                                          | Portugal                  | 2:2 (1:1) | México                       | Kazán Arena, Kazán                                        |                                                           |
| | Quaresma 34' · Soares 86' | Reporte   | Hernández 42' · Moreno 90+1' | Asistencia: 34 372 espectadores Árbitro(s): Néstor Pitana | Asistencia: 34 372 espectadores Árbitro(s): Néstor Pitana |
| Se utilizó por primera vez el VAR, el cual anuló un gol a la Selección de Portugal en el minuto 21. |                           |           |                              |                                                           |                                                           |

| 21 de junio de 2017, 18:00 | Rusia | 0:1 (0:1) | Portugal             | Otkrytie Arena, Moscú                                       |                                                             |
|                            |       | Reporte   | Cristiano Ronaldo 8' | Asistencia: 42 759 espectadores Árbitro(s): Gianluca Rocchi | Asistencia: 42 759 espectadores Árbitro(s): Gianluca Rocchi |

| 21 de junio de 2017, 21:00 | México                    | 2:1 (0:1) | Nueva Zelanda | Estadio Fisht, Sochi                                       |                                                            |
|                            | Jiménez 54' · Peralta 72' | Reporte   | Wood 42'      | Asistencia: 25 133 espectadores Árbitro(s): Bakary Gassama | Asistencia: 25 133 espectadores Árbitro(s): Bakary Gassama |

| 24 de junio de 2017, 18:00 | México                  | 2:1 (1:1) | Rusia       | Kazán Arena, Kazán                                           |                                                              |
|                            | Araujo 30' · Lozano 52' | Reporte   | Samédov 25' | Asistencia: 41 585 espectadores Árbitro(s): Fahad Al-Mirdasi | Asistencia: 41 585 espectadores Árbitro(s): Fahad Al-Mirdasi |

| 24 de junio de 2017, 18:00 | Nueva Zelanda | 0:4 (0:2) | Portugal                                                                       | Estadio Krestovski, San Petersburgo                     |                                                         |
|                            |               | Reporte   | Cristiano Ronaldo 33' (pen.) · Bernardo Silva 37' · André Silva 80' · Nani 90' | Asistencia: 56 290 espectadores Árbitro(s): Mark Geiger | Asistencia: 56 290 espectadores Árbitro(s): Mark Geiger |

### Grupo B
| Selección | Pts. | PJ | PG | PE | PP | GF | GC | Dif |
| --------- | ---- | -- | -- | -- | -- | -- | -- | --- |
| Alemania  | 7    | 3  | 2  | 1  | 0  | 7  | 4  | 3   |
| Chile     | 5    | 3  | 1  | 2  | 0  | 4  | 2  | 2   |
| Australia | 2    | 3  | 0  | 2  | 1  | 4  | 5  | -1  |
| Camerún   | 1    | 3  | 0  | 1  | 2  | 2  | 6  | -4  |

| 18 de junio de 2017, 21:00                                                                        | Camerún | 0:2 (0:0) | Chile                    | Otkrytie Arena, Moscú                                     |                                                           |
|                                                                                                   |         | Reporte   | Vidal 81' · Vargas 90+1' | Asistencia: 33 492 espectadores Árbitro(s): Damir Skomina | Asistencia: 33 492 espectadores Árbitro(s): Damir Skomina |
| Eduardo Vargas es el primer jugador, con gol anulado y gol concedido por VAR en un mismo partido. |         |           |                          |                                                           |                                                           |

| 19 de junio de 2017, 18:00 | Australia             | 2:3 (1:2) | Alemania                                      | Estadio Fisht, Sochi                                    |                                                         |
|                            | Rogić 41' · Juric 56' | Reporte   | Stindl 5' · Draxler 44' (pen.) · Goretzka 48' | Asistencia: 28 605 espectadores Árbitro(s): Mark Geiger | Asistencia: 28 605 espectadores Árbitro(s): Mark Geiger |

| 22 de junio de 2017, 18:00 | Camerún        | 1:1 (1:0) | Australia           | Estadio Krestovski, San Petersburgo                       |                                                           |
|                            | Anguissa 45+1' | Reporte   | Milligan 60' (pen.) | Asistencia: 35 021 espectadores Árbitro(s): Milorad Mažić | Asistencia: 35 021 espectadores Árbitro(s): Milorad Mažić |

| 22 de junio de 2017, 21:00 | Alemania   | 1:1 (1:1) | Chile      | Kazán Arena, Kazán                                          |                                                             |
|                            | Stindl 41' | Reporte   | Sánchez 6' | Asistencia: 38 222 espectadores Árbitro(s): Alireza Faghani | Asistencia: 38 222 espectadores Árbitro(s): Alireza Faghani |

| 25 de junio de 2017, 18:00 | Alemania                       | 3:1 (0:0) | Camerún       | Estadio Fisht, Sochi                                      |                                                           |
|                            | Demirbay 48' · Werner 66', 81' | Reporte   | Aboubakar 78' | Asistencia: 30 230 espectadores Árbitro(s): Wilmar Roldán | Asistencia: 30 230 espectadores Árbitro(s): Wilmar Roldán |

| 25 de junio de 2017, 18:00 | Chile         | 1:1 (0:1) | Australia  | Otkrytie Arena, Moscú                                       |                                                             |
|                            | Rodríguez 67' | Reporte   | Troisi 42' | Asistencia: 33 639 espectadores Árbitro(s): Gianluca Rocchi | Asistencia: 33 639 espectadores Árbitro(s): Gianluca Rocchi |

### Segunda fase
En los encuentros de la segunda fase, si un partido finalizaba empatado, se jugaba un tiempo suplementario. Si la igualdad se mantenía, se definía el ganador con tiros desde el punto penal.
|  | Semifinales     | Semifinales |                              |   | Final | Final |
|  |                 |             |                              |   |       |       |
|  | 28 de junio     |             |                              |   |       |       |
|  |                 |             |                              |   |       |       |
|  | Portugal        | 0 (0)       |                              |   |       |       |
|  | Portugal        | 0 (0)       | 2 de julio                   |   |       |       |
|  | Chile (p.)      | 0 (3)       |                              |   |       |       |
|  | Chile (p.)      | 0 (3)       | Chile                        | 0 |       |       |
|  | 29 de junio     |             | Chile                        | 0 |       |       |
|  |                 | Alemania    | 1                            |   |       |       |
|  | Alemania        | Alemania    | 1                            | 4 |       |       |
|  | Alemania        |             |                              | 4 |       |       |
|  | México          | 1           |                              |   |       |       |
|  | México          | 1           | Partido por el tercer puesto |   |       |       |
|  |                 |             |                              |   |       |       |
|  | 2 de julio      |             |                              |   |       |       |
|  |                 |             |                              |   |       |       |
|  | Portugal (t.s.) | 2           |                              |   |       |       |
|  | Portugal (t.s.) | 2           |                              |   |       |       |
|  | México          | 1           |                              |   |       |       |

#### Semifinales
| 28 de junio de 2017, 21:00 | Portugal                   | 0:0 (t. s.)(0:3 p.)        | Chile                      | Kazán Arena, Kazán                                          |                                                             |
|                            |                            | Reporte                    |                            | Asistencia: 40 855 espectadores Árbitro(s): Alireza Faghani | Asistencia: 40 855 espectadores Árbitro(s): Alireza Faghani |
|                            |                            | Tiros desde el punto penal |                            |                                                             |                                                             |
|                            | Quaresma · Moutinho · Nani |                            | Vidal · Aránguiz · Sánchez |                                                             |                                                             |

| 29 de junio de 2017, 21:00 | Alemania                                    | 4:1 (2:0) | México     | Estadio Fisht, Sochi                                      |                                                           |
|                            | Goretzka 6', 8' · Werner 58' · Younes 90+1' | Reporte   | Fabián 89' | Asistencia: 37 923 espectadores Árbitro(s): Néstor Pitana | Asistencia: 37 923 espectadores Árbitro(s): Néstor Pitana |

#### Tercer lugar
| 2 de julio de 2017, 15:00 | Portugal                       | 2:1 (1:1; 0:0) (t. s.)(1:0 t. s.) | México          | Otkrytie Arena, Moscú                                        |                                                              |
|                           | Pepe 90+1' · Silva 104' (pen.) | Reporte                           | Neto 54' (a.g.) | Asistencia: 42 659 espectadores Árbitro(s): Fahad Al Mirdasi | Asistencia: 42 659 espectadores Árbitro(s): Fahad Al Mirdasi |

#### Final
| 2 de julio de 2017, 21:00 | Chile | 0:1 (0:1) | Alemania   | Estadio Krestovski, San Petersburgo                       |                                                           |
|                           |       | Reporte   | Stindl 20' | Asistencia: 57 298 espectadores Árbitro(s): Milorad Mažić | Asistencia: 57 298 espectadores Árbitro(s): Milorad Mažić |

|                              |
| Bandera de Alemania          |
| Campeón Alemania 1.er título |

## Estadísticas

### Tabla de rendimiento
Nota: Las tablas de rendimiento no reflejan la clasificación final de los equipos, sino que muestran el rendimiento de los mismos atendiendo a la ronda final alcanzada.
Si en la segunda fase algún partido se define mediante tiros de penal, el resultado final del juego se considera empate.
| Pos. | Selección     | Gr. | Pts. | PJ | PG | PE | PP | GF | GC | Dif | Rend.  |
| ---- | ------------- | --- | ---- | -- | -- | -- | -- | -- | -- | --- | ------ |
| 1    | Alemania      | B   | 13   | 5  | 4  | 1  | 0  | 12 | 5  | 7   | 86,66% |
| 2    | Chile         | B   | 6    | 5  | 1  | 3  | 1  | 4  | 3  | 1   | 40%    |
| 3    | Portugal      | A   | 11   | 5  | 3  | 2  | 0  | 9  | 3  | 6   | 73,33% |
| 4    | México        | A   | 7    | 5  | 2  | 1  | 2  | 8  | 10 | -2  | 46,66% |
| 5    | Rusia         | A   | 3    | 3  | 1  | 0  | 2  | 3  | 3  | 0   | 33,33% |
| 6    | Australia     | B   | 2    | 3  | 0  | 2  | 1  | 4  | 5  | -1  | 22,22% |
| 7    | Camerún       | B   | 1    | 3  | 0  | 1  | 2  | 2  | 6  | -4  | 11,11% |
| 8    | Nueva Zelanda | A   | 0    | 3  | 0  | 0  | 3  | 1  | 8  | -7  | 0%     |

### Goleadores
| Jugador                    | Selección     | Goles | PJ |
| Timo Werner                | Alemania      | 3     | 4  |
| Lars Stindl                | Alemania      | 3     | 4  |
| Leon Goretzka              | Alemania      | 3     | 4  |
| Cristiano Ronaldo          | Portugal      | 2     | 4  |
| Kerem Demirbay             | Alemania      | 1     | 1  |
| Amin Younes                | Alemania      | 1     | 2  |
| Tom Rogić                  | Australia     | 1     | 2  |
| Tomi Juric                 | Australia     | 1     | 3  |
| Mark Milligan              | Australia     | 1     | 3  |
| James Troisi               | Australia     | 1     | 3  |
| Martín Rodríguez           | Chile         | 1     | 3  |
| André-Frank Zambo Anguissa | Camerún       | 1     | 3  |
| Vincent Aboubakar          | Camerún       | 1     | 3  |
| Hirving Lozano             | México        | 1     | 3  |
| Marco Fabián               | México        | 1     | 3  |
| Oribe Peralta              | México        | 1     | 3  |
| Chris Wood                 | Nueva Zelanda | 1     | 3  |
| Cédric Soares              | Portugal      | 1     | 3  |
| Bernardo Silva             | Portugal      | 1     | 3  |
| Fiódor Smólov              | Rusia         | 1     | 3  |
| Aleksandr Samédov          | Rusia         | 1     | 3  |
| Javier Hernández           | México        | 1     | 4  |
| Raúl Jiménez               | México        | 1     | 4  |
| Adrien Silva               | Portugal      | 1     | 4  |
| Nani                       | Portugal      | 1     | 4  |
| Pepe                       | Portugal      | 1     | 4  |
| Julian Draxler             | Alemania      | 1     | 5  |
| Eduardo Vargas             | Chile         | 1     | 5  |
| Arturo Vidal               | Chile         | 1     | 5  |
| Alexis Sánchez             | Chile         | 1     | 5  |
| Héctor Moreno              | México        | 1     | 5  |
| Néstor Araujo              | México        | 1     | 5  |
| André Silva                | Portugal      | 1     | 5  |
| -------------------------- | ------------- | ----- | -- |

#### Autogoles
| Fecha       | Jugador        | Selección     | Rival  | Anotado · Autogol | PJ |
| 17 de junio | Michael Boxall | Nueva Zelanda | Rusia  | 1                 | 3  |
| 2 de julio  | Luís Novo Neto | Portugal      | México | 1                 | 4  |
| ----------- | -------------- | ------------- | ------ | ----------------- | -- |

### Asistencias
| Jugador                | Selección     | Asistencias | PJ |
| Héctor Herrera         | México        | 3           | 5  |
| Benjamin Henrichs      | Alemania      | 2           | 2  |
| Jonas Hector           | Alemania      | 2           | 4  |
| Timo Werner            | Alemania      | 2           | 4  |
| Joshua Kimmich         | Alemania      | 2           | 5  |
| Michael Ngadeu-Ngadjui | Camerún       | 1           | 2  |
| Clayton Lewis          | Nueva Zelanda | 1           | 2  |
| Raphaël Guerreiro      | Portugal      | 1           | 2  |
| Julian Brandt          | Alemania      | 1           | 3  |
| Carlos Vela            | México        | 1           | 3  |
| Javier Aquino          | México        | 1           | 3  |
| Marco Fabián           | México        | 1           | 3  |
| Aleksandr Yerojin      | Rusia         | 1           | 3  |
| Jonathan dos Santos    | México        | 1           | 4  |
| Eliseu                 | Portugal      | 1           | 4  |
| Cristiano Ronaldo      | Portugal      | 1           | 4  |
| Ricardo Quaresma       | Portugal      | 1           | 4  |
| Julian Draxler         | Alemania      | 1           | 5  |
| Emre Can               | Alemania      | 1           | 5  |
| Alexis Sánchez         | Chile         | 1           | 5  |
| Arturo Vidal           | Chile         | 1           | 5  |
| Eduardo Vargas         | Chile         | 1           | 5  |
| André Silva            | Portugal      | 1           | 5  |
| ---------------------- | ------------- | ----------- | -- |

## Premios y reconocimientos

### Bota de oro
El máximo goleador del campeonato recibió el galardón de la Bota de Oro. En caso de igualdad de goles, se tendrían en cuenta las asistencias del jugador, y en último caso los minutos disputados.
| Jugador       | Selección | Goles | Asistencias | Minutos |
| Timo Werner   | Alemania  | 3     | 2           | 292'    |
| Lars Stindl   | Alemania  | 3     | 0           | 336'    |
| Leon Goretzka | Alemania  | 3     | 0           | 337'    |
| ------------- | --------- | ----- | ----------- | ------- |

### Balón de oro
El Balón de Oro Adidas fue para el mejor futbolista del torneo.
| Jugador        | Selección |
| -------------- | --------- |
| Julian Draxler | Alemania  |
| Alexis Sánchez | Chile     |
| Leon Goretzka  | Alemania  |

### Guante de oro
El Guante de Oro Adidas fue para el mejor arquero del torneo, designado por el Grupo de Estudios Técnicos de la FIFA.
| Jugador       | Selección |
| Claudio Bravo | Chile     |
| ------------- | --------- |

### Premio Fair Play
El Premio Fair Play de la FIFA distinguió al equipo con el mejor registro disciplinario de la competición. Solo pudieron optar a él los que alcanzaron la fase eliminatoria.
| Selección |
| Alemania  |
| --------- |

### Gol del torneo
El premio a la mejor anotación de la competición fue seleccionado a través de una votación por usuarios registrados en la página oficial de FIFA.com; estos fueron de los 5 contendientes y el ganador del «Gol Hyundai del Torneo» con más del 55% de los votos totales.
| Jugador                    | Selección | Rival         | Minuto | Resultado parcial | Resultado final |
| -------------------------- | --------- | ------------- | ------ | ----------------- | --------------- |
| Marco Fabián               | México    | Alemania      | 89'    | 1:3               | 1:4             |
| André Silva                | Portugal  | Nueva Zelanda | 80'    | 3:0               | 4:0             |
| André-Frank Zambo Anguissa | Camerún   | Australia     | 45+1'  | 1:0               | 1:1             |
| Kerem Demirbay             | Alemania  | Camerún       | 48'    | 1:0               | 3:1             |
| Raúl Jiménez               | México    | Nueva Zelanda | 54'    | 1:1               | 2:1             |
| Ricardo Quaresma           | Portugal  | México        | 34'    | 1:0               | 2:2             |

### Jugador del partido
Tras cada partido disputado, se eligió un jugador como el mejor del encuentro. Para determinar al ganador del «Premio Budweiser Jugador del Partido», se abrió una votación en el sitio oficial del torneo para ser luego contabilizada por el Grupo de Estudios Técnicos de la FIFA.
| Fase de grupos - Fecha 1 | Fase de grupos - Fecha 1 | Fase de grupos - Fecha 2 | Fase de grupos - Fecha 2 | Fase de grupos - Fecha 3 | Fase de grupos - Fecha 3 | Segunda fase          | Segunda fase |
| Jugador                  | Partido                  | Jugador                  | Partido                  | Jugador                  | Partido                  | Jugador               | Partido      |
| ------------------------ | ------------------------ | ------------------------ | ------------------------ | ------------------------ | ------------------------ | --------------------- | ------------ |
| Fiódor Smólov            | 2:0                      | Cristiano Ronaldo        | 0:1                      | Hirving Lozano           | 2:1                      | Claudio Bravo         | 0:0          |
| Cristiano Ronaldo        | 2:2                      | Javier Aquino            | 2:1                      | Cristiano Ronaldo        | 0:4                      | Leon Goretzka         | 4:1          |
| Arturo Vidal             | 0:2                      | André-Frank Anguissa     | 1:1                      | Timo Werner              | 3:1                      | Guillermo Ochoa       | 2:1          |
| Julian Draxler           | 2:3                      | Alexis Sánchez           | 1:1                      | James Troisi             | 1:1                      | Marc-André ter Stegen | 0:1          |

## Transmisiones
La lista publicada corresponde a partidos en vivo, diferidos o vía pago por evento transmitidos por los dueños de los derechos. Los mismos se encuentran disponibles en varias plataformas, por ejemplo, señal tradicional de TV, radio, TV por cable, TV satelital, TV por protocolo de Internet (IPTV) y para teléfonos móviles y aplicaciones de escritorio.
| País                            | Canales |
| ------------------------------- | --- |
| Albania                         | TVSH |
| Argelia                         | beIN SPORTS CONNECT Arabia, beIN Sports Arabia 11 HD, beIN Sports Arabia 1 HD                                                                       |
| Angola                          | SuperSport Select 2, SuperSport 3 África, SuperSport Select 2 Go                                                                                    |
| Argentina                       | DIRECTV Play Deportes, DIRECTV Sports Argentina, TyC Sports Interior, TyC Sports Play, TyC Sports Argentina, Televisión Pública, Argentina.         |
| Armenia                         | ARMTV |
| Aruba                           | DIRECTV Sports Caribbean |
| Australia                       | Optus Sport |
| Austria                         | ORF TV Live Streaming, ORF 1, ZDF |
| Azerbaiyán                      | Idman TV |
| BaréinTVN                       | beIN Sports Arabia 1 HD, beIN SPORTS CONNECT Arabia, beIN Sports Arabia 11 HD                                                                       |
| Bangladés                       | Sony LIV, TEN 2 |
| Barbados                        | DIRECTV Sports Caribbean |
| Bielorrusia                     | Беларусь 5 |
| Bélgica                         | Play Sports 1, RTBF Auvio Direct |
| Benín                           | SuperSport Select 2, SuperSport Select 2 Go, SuperSport 3 África                                                                                    |
| Bután                           | Sony LIV |
| Bolivia                         | Unitel, Red Uno, DIRECTV |
| Bosnia y Herzegovina            | HRT 2 |
| Botsuana                        | Kwesé Free Sports, SuperSport 3 África, SuperSport Select 2 Go, Kwesé Sports 1, SuperSport Select 2                                                 |
| Brasil                          | Band, SporTV |
| Brunéi                          | Astro On The Go |
| Bulgaria                        | BNT 1, BNT HD |
| Brunéi                          | SuperSport Select 2, SuperSport 3 África, SuperSport Select 2 Go                                                                                    |
| Burundi                         | SuperSport Select 2, Startimes World Football, SuperSport 3 África, SuperSport Select 2 Go                                                          |
| Camerún                         | SuperSport Select 2 Go, SuperSport 3 África, SuperSport Select 2                                                                                    |
| Canadá                          | RDS GO, RDS 2, TSN1, TSN GO |
| Cabo Verde                      | SuperSport Select 2 Go, SuperSport Select 2, SuperSport 3 África                                                                                    |
| República Centroafricana        | SuperSport Select 2 Go, SuperSport Select 2, SuperSport 3 África                                                                                    |
| Chad                            | SuperSport Select 2 Go, beIN SPORTS CONNECT Arabia, SuperSport 3 África, beIN Sports Arabia 11 HD, SuperSport Select 2, beIN Sports Arabia 1 HD     |
| Chile                           | TVN, Canal 13, DIRECTV Play Deportes, Mega, DIRECTV Sports Chile                                                                                    |
| China                           | LeTV, QQ Sports Live |
| Colombia                        | DIRECTV Play Deportes, Canal RCN, Caracol TV, DIRECTV Sports Colombia                                                                               |
| Comoras                         | SuperSport Select 2, SuperSport Select 2 Go, SuperSport 3 África                                                                                    |
| República del Congo             | SuperSport Select 2 Go, Startimes World Football, SuperSport Select 2, SuperSport 3 África                                                          |
| República Democrática del Congo | SuperSport Select 2, SuperSport 3 África, SuperSport Select 2 Go                                                                                    |
| Costa Rica                      | Sky HD, TDN, SKY Planeta Fútbol |
| Costa de Marfil                 | SuperSport Select 2 Go, SuperSport Select 2, SuperSport 3 África                                                                                    |
| Croacia                         | HRT 2 |
| Curazao                         | DIRECTV Sports Caribbean |
| Dinamarca                       | DR 3, DR TV Live |
| Yibuti                          | beIN Sports Arabia 11 HD, beIN Sports Arabia 1 HD, SuperSport Select 2 Go, beIN SPORTS CONNECT Arabia, SuperSport Select 2, SuperSport 3 África     |
| República Dominicana            | Sky HD, SKY Planeta Fútbol |
| Ecuador                         | RTS, DIRECTV Sports Ecuador, DIRECTV Play Deportes                                                                                                  |
| Egipto                          | beIN Sports Arabia 1 HD, beIN Sports Arabia 11 HD, beIN SPORTS CONNECT Arabia                                                                       |
| El Salvador                     | SKY Planeta Fútbol, Sky HD, TCS |
| Guinea Ecuatorial               | SuperSport 3 África, SuperSport Select 2 Go, SuperSport Select 2                                                                                    |
| Eritrea                         | SuperSport 3 África, SuperSport Select 2, SuperSport Select 2 Go                                                                                    |
| Estonia                         | ETV 2, Беларусь 5 |
| Etiopía                         | SuperSport 3 África, SuperSport Select 2, SuperSport Select 2 Go, Kwesé Sports 1                                                                    |
| Finlandia                       | YLE TV2, YLE Streaming |
| Francia                         | SFR Sport 1, TMC |
| Gabón                           | SuperSport 3 África, SuperSport Select 2, SuperSport Select 2 Go                                                                                    |
| Gambia                          | SuperSport Select 2 Go, SuperSport Select 2, SuperSport 3 África                                                                                    |
| Georgia                         | 1TV |
| Alemania                        | ORF 1, ZDF, ORF TV Live Streaming |
| Ghana                           | Kwesé Free Sports, SuperSport Select 2, SuperSport Select 2 Go, SuperSport 3 África, Kwesé Sports 1, Startimes World Football                       |
| Guatemala                       | Sky HD, TDN, SKY Planeta Fútbol, Tigo Sports, Azteca Guatemala                                                                                      |
| Guinea                          | SuperSport Select 2, Startimes World Football, SuperSport 3 África, SuperSport Select 2 Go                                                          |
| Guinea-Bisáu                    | SuperSport Select 2 Go, SuperSport 3 África, SuperSport Select 2                                                                                    |
| Honduras                        | Telesistema Honduras, Sky HD, SKY Planeta Fútbol, Telecadena 7 y 4, TDN                                                                             |
| Hong Kong                       | LeTV |
| Hungría                         | M4 Sports |
| Islandia                        | RUV |
| India                           | Sony LIV, TEN 2 |
| Indonesia                       | RTV, Fashion One, Fight Sports |
| Irán                            | beIN Sports Arabia 11 HD, beIN SPORTS CONNECT Arabia, beIN Sports Arabia 1 HD                                                                       |
| Irak                            | beIN Sports Arabia 1 HD, beIN SPORTS CONNECT Arabia, beIN Sports Arabia 11 HD                                                                       |
| Irlanda                         | ITV 1 UK, RTE 2 |
| Italia                          | Sky Calcio 1, SKY Go Italia |
| Japón                           | NHK Japan |
| Jordania                        | beIN Sports Arabia 11 HD, beIN SPORTS CONNECT Arabia, beIN Sports Arabia 1 HD                                                                       |
| Kenia                           | Startimes World Football, SuperSport Select 2 Go, SuperSport 3 África, Kwesé Free Sports, SuperSport Select 2, Kwesé Sports 1                       |
| Corea del Sur                   | SBS ESPN Korea |
| Kuwait                          | beIN Sports Arabia 11 HD, beIN Sports Arabia 1 HD, beIN SPORTS CONNECT Arabia                                                                       |
| Letonia                         | LTV7 Latvia, Беларусь 5 |
| Líbano                          | beIN Sports Arabia 1 HD, beIN SPORTS CONNECT Arabia, beIN Sports Arabia 11 HD                                                                       |
| Lesoto                          | SuperSport 3 África, SuperSport Select 2 Go, SuperSport Select 2, Kwesé Sports 1                                                                    |
| Liberia                         | SuperSport Select 2, SuperSport Select 2 Go, SuperSport 3 África                                                                                    |
| Libia                           | beIN Sports Arabia 1 HD, beIN Sports Arabia 11 HD, beIN SPORTS CONNECT Arabia                                                                       |
| Lituania                        | LRT, Беларусь 5 |
| Macao                           | TDM Desporto |
| Macedonia del Norte             | MRT1 |
| Madagascar                      | SuperSport Select 2, SuperSport 3 África, SuperSport Select 2 Go                                                                                    |
| Malaui                          | SuperSport 3 África, Kwesé Free Sports, Kwesé Sports 1, SuperSport Select 2 Go, SuperSport Select 2                                                 |
| Malasia                         | Astro On The Go, Astro SuperSport 3 |
| Maldivas                        | TEN 2, Sony LIV |
| Mali                            | SuperSport Select 2, SuperSport 3 África, SuperSport Select 2 Go                                                                                    |
| Mauritania                      | beIN Sports Arabia 11 HD, beIN Sports Arabia 1 HD, beIN SPORTS CONNECT Arabia                                                                       |
| Mauricio                        | SuperSport 3 África, SuperSport Select 2, SuperSport Select 2 Go                                                                                    |
| México                          | Sky HD, UnivisionTDN, SKY Planeta Fútbol, TDN |
| Moldavia                        | Moldova 1 |
| Montenegro                      | HRT 2, TVCG 2 |
| Marruecos                       | beIN Sports Arabia 11 HD, beIN Sports Arabia 1 HD, beIN SPORTS CONNECT Arabia                                                                       |
| Mozambique                      | SuperSport Select 2, SuperSport 3 África, Startimes World Football, SuperSport Select 2 Go                                                          |
| Namibia                         | SuperSport Select 2 Go, SuperSport Select 2, Kwesé Sports 1, SuperSport 3 África, Kwesé Free Sports                                                 |
| Nepal                           | Sony LIV, TEN 2 |
| Países Bajos                    | NPO 2 |
| Nueva Zelanda                   | SKY Go NZ |
| Nicaragua                       | Sky HD, TDN, SKY Planeta Fútbol |
| Níger                           | SuperSport Select 2, SuperSport 3 África, SuperSport Select 2 Go                                                                                    |
| Nigeria                         | Startimes World Football, SuperSport Select 2, SuperSport 3 África, Kwesé Free Sports, SuperSport 3 Nigeria, Kwesé Sports 1, SuperSport Select 2 Go |
| Noruega                         | TV2 Sumo, NRK Live, TV2 Zebra |
| Omán                            | beIN Sports Arabia 1 HD, beIN SPORTS CONNECT Arabia, beIN Sports Arabia 11 HD                                                                       |
| Pakistán                        | Sony LIV, TEN 2 |
| Palestina                       | beIN Sports Arabia 11 HD, beIN SPORTS CONNECT Arabia, beIN Sports Arabia 1 HD                                                                       |
| Panamá                          | SKY Planeta Fútbol, Sky HD, TDN, TVMax 9 |
| Paraguay                        | SNT Paraguay |
| Perú                            | Latina Televisión, DIRECTV Play Deportes, DIRECTV Sports Perú                                                                                       |
| Filipinas                       | ABS-CBN Sports Action |
| Polonia                         | TVP Sport Live, TVP1, Беларусь 5, TVP Sport |
| Portugal                        | RTP 1 |
| Puerto Rico                     | DIRECTV Sports Puerto Rico |
| Catar                           | beIN SPORTS CONNECT Arabia, beIN Sports Arabia 11 HD, beIN Sports Arabia 1 HD                                                                       |
| Rumania                         | TVR 2 |
| Rusia                           | Матч! Футбол 1, Беларусь 5 |
| Ruanda                          | Kwesé Sports 1, SuperSport 3 África, SuperSport Select 2, Kwesé Free Sports, SuperSport Select 2 Go, Startimes World Football                       |
| Santo Tomé y Príncipe           | SuperSport Select 2, SuperSport 3 África, SuperSport Select 2 Go                                                                                    |
| Arabia Saudita                  | beIN Sports Arabia 11 HD, beIN SPORTS CONNECT Arabia, beIN Sports Arabia 1 HD                                                                       |
| Senegal                         | SuperSport Select 2, SuperSport Select 2 Go, SuperSport 3 África                                                                                    |
| Serbia                          | RTS 1, HRT 2 |
| Seychelles                      | SuperSport Select 2, SuperSport 3 África, SuperSport Select 2 Go                                                                                    |
| Sierra Leona                    | SuperSport Select 2 Go, SuperSport Select 2, SuperSport 3 Africa                                                                                    |
| Singapur                        | ABS-CBN Sports Action |
| Eslovenia                       | TV Slovenija 2, HRT 2 |
| Somalia                         | beIN SPORTS CONNECT Arabia, beIN Sports Arabia 11 HD, beIN Sports Arabia 1 HD                                                                       |
| Sudáfrica                       | SuperSport Maximo, Startimes World Football, SuperSport 3 África, SuperSport Select 2 Go, SuperSport 3, SuperSport Select 2, Maximo 360             |
| Sudán del Sur                   | SuperSport 3 África, beIN SPORTS CONNECT Arabia, SuperSport Select 2 Go, beIN Sports Arabia 1 HD, beIN Sports Arabia 11 HD, SuperSport Select 2     |
| España                          | Movistar+, Gol |
| Sri Lanka                       | TEN 2, Sony LIV |
| Sudán                           | beIN Sports Arabia 1 HD, beIN Sports Arabia 11 HD, beIN SPORTS CONNECT Arabia                                                                       |
| Suazilandia                     | SuperSport Select 2 Go, Kwesé Sports 1, SuperSport Select 2, SuperSport 3 África                                                                    |
| Suecia                          | SVT Play, Kunskapskanalen |
| Suiza                           | ORF 1, SFR Sport 1, RTS Sport |
| Siria                           | beIN SPORTS CONNECT Arabia, beIN Sports Arabia 1 HD, beIN Sports Arabia 11 HD                                                                       |
| Taiwán                          | ELTA TV |
| Tanzania                        | SuperSport 3 África, Kwesé Sports 1, SuperSport Select 2, Startimes World Football, SuperSport Select 2 Go                                          |
| Tailandia                       | Channel 3 Thailand |
| Togo                            | SuperSport Select 2 Go, SuperSport Select 2, SuperSport 3 África                                                                                    |
| Trinidad y Tobago               | DIRECTV Sports Caribbean |
| Túnez                           | beIN SPORTS CONNECT Arabia, beIN Sports Arabia 11 HD, beIN Sports Arabia 1 HD                                                                       |
| Turquía                         | TRT 3 Spor, Idman TV, TRT Spor Web TV |
| Uganda                          | Kwesé Free Sports, Kwesé Sports 1, SuperSport 3 África, SuperSport Select 2, Startimes World Football, SuperSport Select 2 Go                       |
| Ucrania                         | Беларусь 5 |
| Emiratos Árabes Unidos          | beIN Sports Arabia 11 HD, beIN Sports Arabia 1 HD, beIN SPORTS CONNECT Arabia                                                                       |
| Reino Unido                     | ITV 1 UK |
| Estados Unidos                  | FOX Soccer Match Pass, Fox Sports 1 USA, Fox Sports GO, fuboTV, Telemundo Deportes En Vivo, Telemundo                                               |
| Uruguay                         | DIRECTV Play Deportes, DIRECTV Sports Uruguay |
| Venezuela                       | Venevision, Meridiano Television, DIRECTV Sports Venezuela                                                                                          |
| Yemen                           | beIN SPORTS CONNECT Arabia, beIN Sports Arabia 1 HD, beIN Sports Arabia 11 HD                                                                       |
| Zambia                          | SuperSport Select 2 Go, Kwesé Free Sports, SuperSport Select 2, SuperSport 3 África, Kwesé Sports 1                                                 |
| Zimbabue                        | SuperSport Select 2 Go, SuperSport 3 África, SuperSport Select 2                                                                                    |